# Meycauayan
Meycauayan is een stad in de Filipijnse provincie Bulacan op het eiland Luzon. Bij de laatste census in 2007 had de stad bijna 197 duizend inwoners.

## Geografie

### Bestuurlijke indeling
Meycauayan is onderverdeeld in de volgende 26 barangays:
| - Bagbaguin - Bahay Pare - Bancal - Banga - Bayugo - Caingin - Calvario - Camalig - Gasak - Hulo - Iba - Langka - Lawa | - Libtong - Liputan - Longos - Malhacan - Pajo - Pandayan - Pantoc - Perez - Poblacion - Saluysoy - Tugatog - Ubihan - Zamora |

## Demografie
Meycauayan had bij de census van 2007 een inwoneraantal van 196.569 mensen. Dit zijn 33.532 mensen (20,6%) meer dan bij de vorige census van 2000. De gemiddelde jaarlijkse groei komt daarmee uit op 2,61%, hetgeen hoger is dan het landelijk jaarlijks gemiddelde over deze periode (2,04%). Vergeleken met de census van 1995 is het aantal mensen met 59.488 (43,4%) toegenomen.

De bevolkingsdichtheid van Meycauayan was ten tijde van de laatste census, met 196.569 inwoners op 32,1 km², 6123,6 mensen per km².

## Geboren in Meycauayan
- Basilio Sarmiento (1890-1970), dichter
- Lydia de Vega (1964-2022), atlete

Angat · Balagtas · Baliuag · Bocaue · Bulacan · Bustos · Calumpit · Doña Remedios Trinidad · Guiguinto · Hagonoy · Malolos · Marilao · Meycauayan · Norzagaray · Obando · Pandi · Paombong · Plaridel · Pulilan · San Ildefonso · San Jose del Monte · San Miguel · San Rafael · Santa Maria